# Nouvelle cuisine
La nouvelle cuisine è un movimento culinario emerso in Francia nel 1972 per merito dei critici Henri Gault e Christian Millau.
Esso deve essere comparato ad altri movimenti di nuova tendenza apparsi alla fine della seconda guerra mondiale: la Nouvelle critique littéraire, il Nouveau roman e la Nouvelle vague.
In ogni caso l'espressione non era nuova: essa era stata già utilizzata nel XVIII secolo come attesta Voltaire.
La nouvelle cuisine è stata sensibilmente influenzata dal lavoro di Fernand Point e, negli anni settanta, Michel Guérard è stato uno dei maggiori protagonisti del suo sviluppo e della sua affermazione. Essa è nata per impulso di cuochi formatisi alla scuola di grandi chef, che hanno abbandonato la tradizione per percorrere canali diversi per praticare la loro arte.
La nouvelle cuisine ha beneficiato dei legami che si sono stabiliti fra la nuova guida, i suoi chef, e una nuova clientela, in particolare costituita da uomini di affari. 
Essa ha giocato un grande ruolo nella definizione di una nuova gastronomia e ha contribuito a far affermare lo status sociale degli chef. Ha influenzato la cucina delle case borghesi per l'alleggerimento dei pasti negli anni '70 e l'alta gastronomia nel mondo intero. 

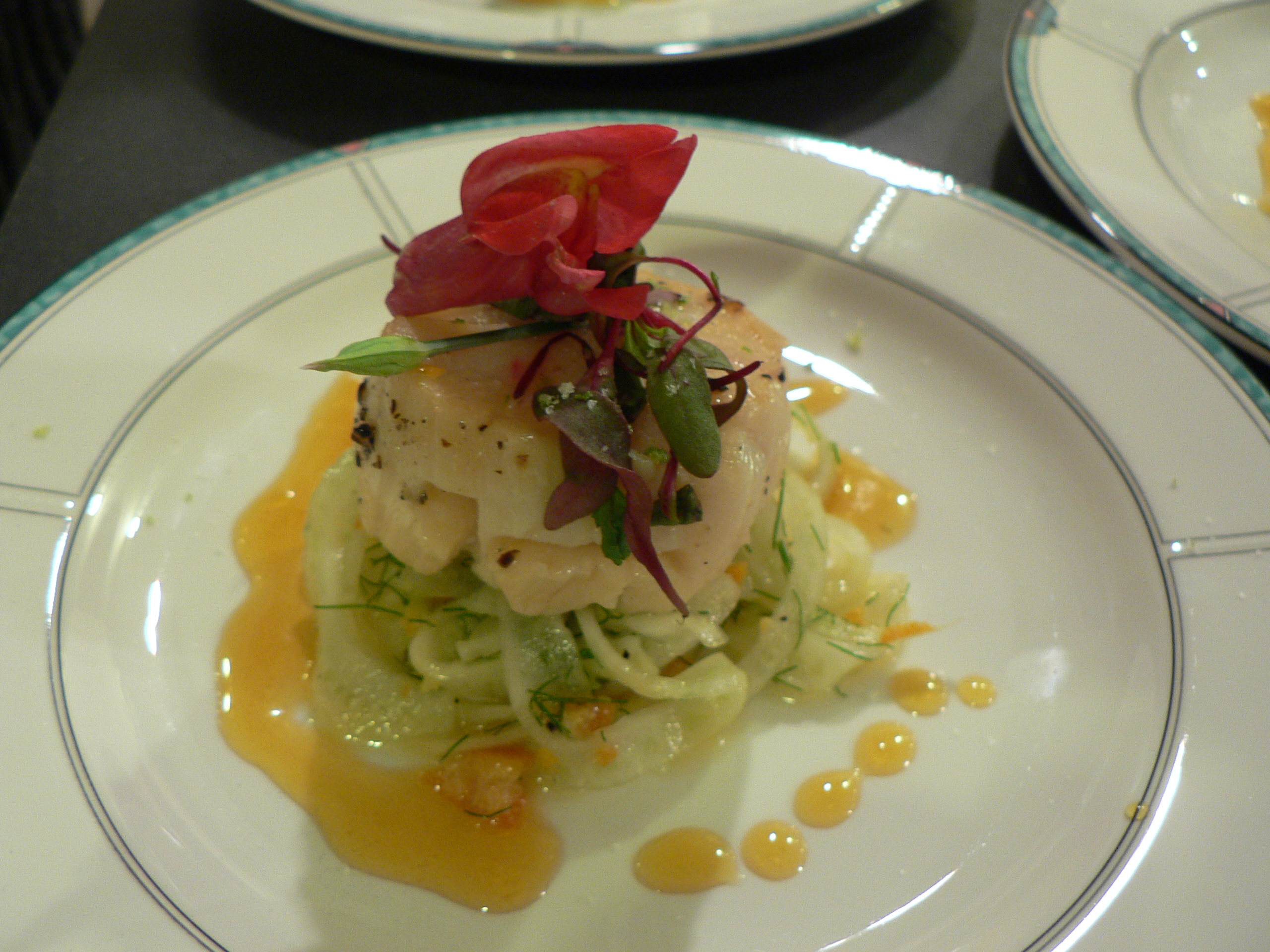
Capesante al finocchio con salsa al mandarino.

## Caratteristiche
La formula proposta da Gault et Millau, « Nouvelle cuisine », costituisce moda e attira l'attenzione dei giovani chef che, alla stessa maniera dei due critici, avendo preso il posto di Curnonsky, volevano rivaleggiare con Robert Courtine e Michelin, procurandosi un posto al sole mediante l'abbattimento dei dogmi dell'alta cucina che viveva su di un numero limitato di ricette (Poisson au beurre blanc de La Mère Michel, Canard au sang de La Tour d'Argent, Cassolette de filets de sole de Lasserre, Tournedos Rossini, sole Dugléré, ecc.).
Un altro punto comune di questi chef – fra i quali i più noti sono stati Paul Bocuse, i fratelli Troisgros, Alain Chapel, Michel Guérard, Roger Vergé - era l'eliminazione dell'allestimento del piatto che comportava la preparazione anticipata di salse e intingoli che venivano poi riscaldati al momento della preparazione della vivanda. La loro filosofia era quella di lavorare con prodotti appena acquistati e da loro stessi scelti al mercato poche ore prima di servirli.
Essi cercarono di realizzare, per le loro salse, la leggerezza già realizzata da André Guillot nel 1934; le salse a base di farina vennero abbandonate e sostituite con salse leggere a base di erbe aromatiche fresche, di succhi di verdure, di spezie e di tisane.
Essi introdussero piccoli bastoncini di verdure fresche, come nel caso di Alex Humbert, ed adattarono i loro menù in funzione dei prodotti che trovavano di volta in volta al mercato, come Raymond Oliver.
L'uso delle spezie era estremamente limitato, per far emergere il gusto dei cibi e non per il valore intrinseco delle stesse.
Vennero introdotti in cucina nuovi utensili come il mixer, la sorbettiera, il frigorifero, le pentole antiaderenti rivestite in Teflon, i forni a microonde ecc. e, sotto l'influenza dei dietologi, si preferì la cottura a vapore, a bagnomaria, al grill - in parole povere tutte quelle cotture che venivano realizzate a basse temperature per salvaguardare il gusto degli alimenti, le vitamine ed i sali minerali in essi contenuti.
Le porzioni vennero snellite ed il numero delle portate drasticamente ridotto realizzando quella che era un'esigenza della società dell'epoca, e particolarmente delle donne.
Avendo l'obiettivo di stimolare ognuno dei cinque sensi, ed in particolare la vista, la nouvelle cuisine privilegiò la presentazione e l'aspetto degli alimenti eliminando quelle guarniture che appesantivano inutilmente i piatti. Ciò senza togliere quella costante della cucina francese che è da sempre la presentazione dei cibi.

## I 10 comandamenti dellanouvelle cuisine
Pubblicati da Henri Gault e Christian Millau nel 1973 , questi comandamenti avevano lo scopo di definire una linea di condotta per gli chef che intendessero aderire ai valori moderni della cucina negli anni '70.
1. "Non cuocerai troppo."
2. "Utilizzerai prodotti freschi e di qualità."
3. "Alleggerirai il tuo menù."
4. "Non sarai sistematicamente modernista."
5. "Ricercherai tuttavia il contributo di nuove tecniche."
6. "Eviterai marinate, frollature, fermentazioni, ecc."
7. "Eliminerai le salse e i sughi ricchi."
8. "Non ignorerai la dietetica."
9. "Non truccherai la presentazione dei tuoi piatti."
10. "Sarai inventivo."

## Diffusione dellanouvelle cuisine

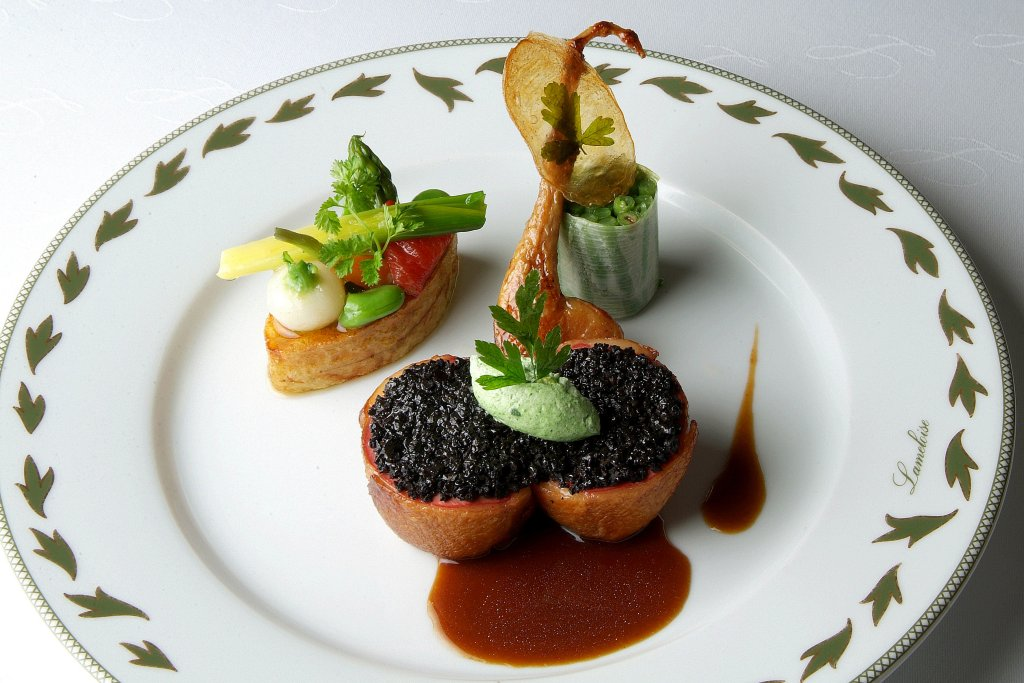
Da Jacques Lameloise.

Le guide di Gault e Millau, ma ancor di più i media audio visivi, portano la nouvelle cuisine all'attenzione del pubblico e contribuiscono alla sua affermazione.
Raymond Oliver fu il primo chef a portare la cucina in televisione con una trasmissione che veniva realizzata sulle piazze di Francia e che andò in onda per 14 anni facendo di lui una star televisiva.
Molti chef acquisirono notorietà ed una posizione economica adeguata grazie al boom economico degli anni sessanta e settanta, divenendo dei veri uomini d'affari ed aprendo dei loro ristoranti.
A causa di un certo numero di chef, meno formati o meno dotati, che praticarono la nouvelle cuisine, ma senza rispettare le regole, vi fu un abbassamento della qualità che finì con l'alimentare la discussione da parte di detrattori che stigmatizzavano le minuscole porzioni di cibo presentate su piatti dalle dimensioni smisurate.
L'imitazione divenne plagio e si sviluppò un'industria di nouvelle cuisine che mise in scatola listarelle di verdura, pesce e passati di verdure facendo sì che innovatori come Paul Bocuse, vollero affermare il loro ritorno ai valori di Auguste Escoffier.
Negli anni ottanta, « nouvelle cuisine » assunse una connotazione peggiorativa, essendosi insterilita in un accademismo calligrafico fine a se stesso.
Al di là dell'eredità controversa della nouvelle cuisine, è innegabile che molte delle sue regole sono ormai entrate nella cucina d'oggi nel mondo intero:
- I prodotti devono essere freschissimi e di qualità.
- I tempi di cottura brevi e precisi.
- Le salse devono essere leggere.
- L'estetica della presentazione è altrettanto importante rispetto al sapore e alla leggerezza dei cibi.